# August Becker
August Becker (1821-1887) fue un pintor alemán, dedicado principalmente a la pintura del paisaje.

## Biografía

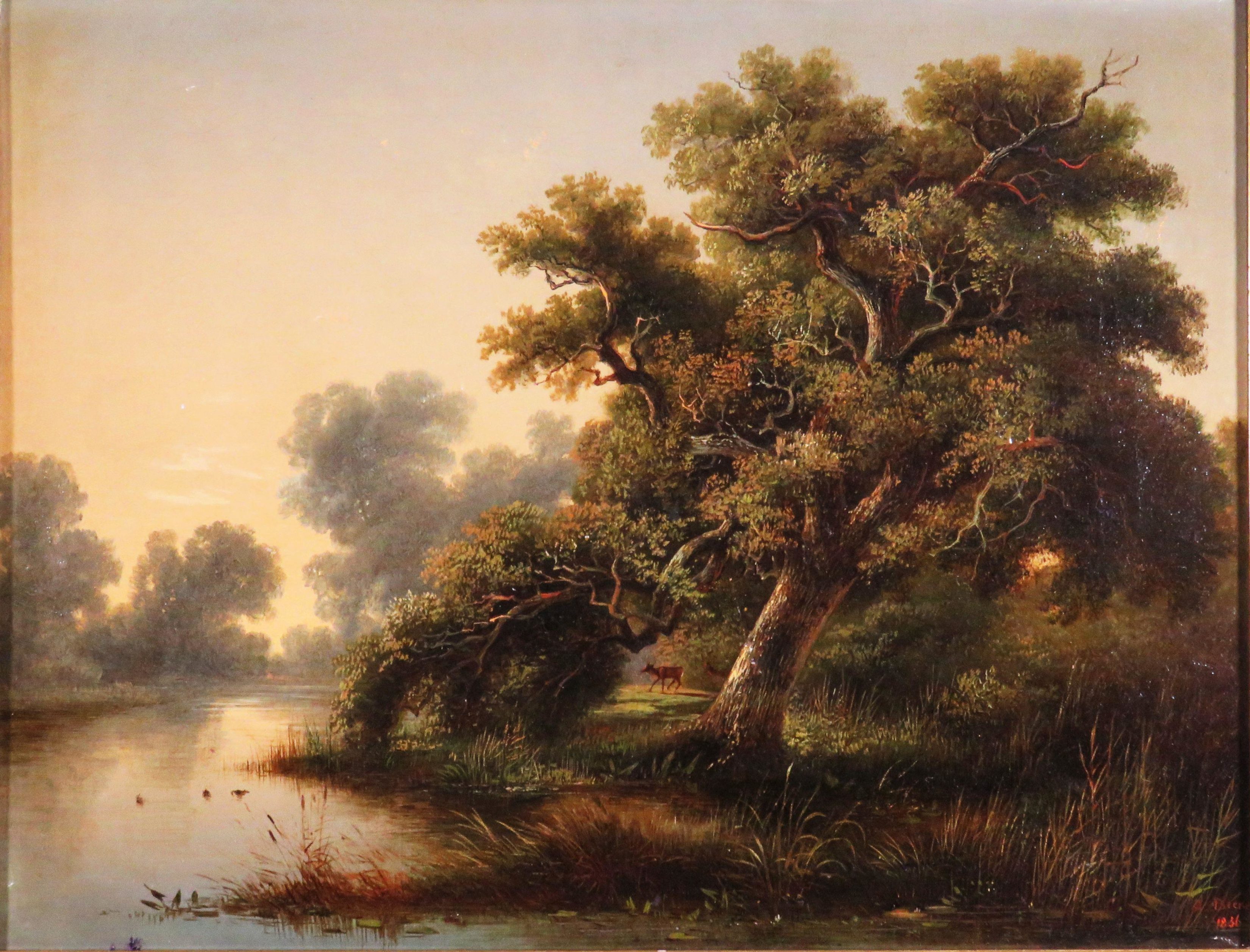
Paisaje de Becker

Pintor paisista, nació en Darmstadt en 1821. Estudió en dicha ciudad con Schilbach como maestro, y más adelante en Düsseldorf. En 1844 viajó por Noruega, Suiza, el Tirol y las Tierras Altas de Escocia. En Balmoral ejerció como profesor de pintura de paisaje para la realeza británica. Sus pinturas de paisajes de montaña fueron especialmente notables; entre ellas se incluyeron Tarde en el Oberland bernés (1860 y 1867); Mesa noruega (1861); y Los Montes del Káiser en el Tirol (1864). Falleció en 1887. Mantuvo lazos con la familia real rumana, además de con el militar Emil zu Sayn-Wittgenstein-Berleburg.